# لسبو

ﺭﻭﺳﺘﺎﯼ لسبو
این روستا  ﺩﺭ ﻣﻨﻄﻘﻪ اشکور مرکزی (شوئیل) بخش ﺭﺣﯿﻢ ﺁﺑﺎﺩ و در 63 کیلومتری جنوب ﺷﻬﺮﺳﺘﺎﻥ ﺭﻭﺩﺳﺮ ﻗﺮﺍﺭ ﺩﺍﺭﺩ ﻭ ﺍﺯ ﺯﯾﺒﺎﺗﺮﯾﻦ ﻭ ﻭﺳﯿﻊ ﺗﺮﯾﻦ ﺭﻭﺳﺘﺎﻫﺎﯼ ﺍﺷﮑﻮﺭ و ﻟﻘﺐ ﺑﻬﺸﺖ ﺍﺷﮑﻮﺭ ﺭﺍ ﯾﺪﮎ ﻣﯽ ﮐﺸﺪ.
ﺩﺭ ﻣﻮﺭﺩ ﻋﻠﺖ ﻧﺎﻡ ﮔﺬﺍﺭﯼ ﺍﯾﻦ ﺭﻭﺳﺘﺎ تعدادی روایت وجود دارد :
#لسبو اﺯ ﺩﻭ ﻭﺍﮊﻩ ﻟﺲ ﺑﻪ ﻣﻌﻨﯽ ﺁﺭﺍﻡ، ﻣﻼﯾﻢ، ﺑﻮ ... ﺑﻪ ﻣﻌﻨﺎﯼ ﺭﺍﯾﺤﻪ، ﻋﻄﺮ ﺑﺎ ﻣﻌﻨﯽ ﺗﺮﮐﯿﺒﯽ ﺑﻮﯼ ﻣﻼﯾﻢ، ﺭﺍﯾﺤﻪ ﻧﺮﻡ ﺁﻣﺪﻩ ﺍﺳﺖ ﮐﻪ ﺑﻪ ﺧﺎﻃﺮ ﮔﻞ ﻭ ﮔﯿﺎﻩ ﻣﻌﻄﺮ ﻣﺮﺍﺗﻊ ﭘﯿﺮﺍﻣﻮﻧﺶ ﺷﻬﺮﺕ ﺩﺍﺭﺩ.
ﻟﺴﺒﻮ ﮐﻪ ﺑﯿﺸﺘﺮ ﺑﺎ ﻧﺎﻡ ﻟﺴﭙﻮ ﺁﻣﺪﻩ، ﻧﺎﻡ ﺩﯾﮕﺮ ﻟﺴﺒﻮ ﻣﻤﮑﻦ ﺍﺳﺖ ﺍﺯ ﻭﺍﮊﻩ ﻟﺲ = ﻧﺎﺯ ﻭ ﺩﺭﺧﺖ " ﻧﻮﺭ " ﻣﻘﺪﺱ ﺑﺎ ﺑﻮﯼ ﻣِﯽ ﮐﻪ ﺁﺩﻣﯽ ﺭﺍ ﻣﺴﺖ ﻣﯽﮐﺮﺩﻩ ﻭ ﻗﺒﻞ ﺍﺯ ﺯﺭﺗﺸﺖ ﮐﻪ ﻭﺍﮊﻩ " ﻟﻪ " ﺍﺟﺎﺯﻩ ﻭ ﺭﺧﺼﺖ ﺧﻮﺍﺳﺘﻦ ﺷﺨﺺ ﮐﻮﭼﮑﺘﺮ ﺍﺯ ﺑﺰﺭﮔﺘﺮ ﻭ " ﺍﺳﺒﻮ " ﺍﺯ ﻣﺼﺪﺭ ﺍﺳﺒﻮﺗﻦ = ﺍﺳﺐ ﺩﻭﺍﻧﺪﻥ ﺑﺎ ﻣﻌﻨﯽ ﺗﺮﮐﯿﺒﯽ ﻣﺤﻞ ﮐﺴﺐ ﺍﺟﺎﺯﻩ ﺑﺮﺍﯼ ﺍﺳﺐ ﺩﻭﺍﻧﯽ ﻧﯿﺰ ﺁﻭﺭﺩﻩ ﺷﺪﻩ ﺍﺳﺖ (محمدقلی ﺻﺪﺭﺍﺷﮑﻮﺭﯼ، ﮐﺘﺎﺏ ﺳﻤﺎﻣﻮﺱ، ﺹ 71ﻭ 72)
ﺩﻫﮑﺪﻩ ﻟﺴبﻮ ﺩﺭ ﭘﺎﯼ ﺷﯿﺮﮐﻮﻩ ﺍﺳﺖ . ﮐﻮﻩ ﺟﻮﺭﺍمتو ﺩﺭ ﻣﺸﺮﻕ، ﺯﺭﯾﻨﻪ ﮐﻮﻩ ﺩﺭ ﻣﻐﺮﺏ، ﻭ ﮐﻞ ﻣﺎﺯﯼ ﺩﺭ ﺩﺷﺖ ﺟﻨﻮﺏ ﺍﯾﻦ ﻣﺤﻞ ﺍﺳﺖ ﮐﻪ ﺭﺍﻩ ﻗﺰﻭﯾﻦ ﺍﺯ ﮔﺮﺩﻧﻪ ﮔَﻮﻥﮐﻞ ﺍﺯ ﺍﯾﻨﺠﺎ ﻣﯽﮔﺬﺭﺩ . ﺩﺭ ﭘﺎﺋﯿﻦ ﺩﺳﺖ ﺍﻣﺎﻡ ﺯﺍﺩﻩ لسبو ﻣﺤﻠﯽ ﺍﺳﺖ ﮐﻪ ﺑﻪ ﻧﺎﻡ " ﮐَﺸﮏ ﺩﺷﺖ " ﻣﻌﺮﻭﻑ ﺍﺳﺖ .
ﺍﯾﻨﺠﺎ ﺟﺎﯼ ﺷﻬﺮ ﻗﺪﯾﻢ #کوشک ﺍﺳﺖ . ﻫﻨﻮﺯ ﯾﮑﯽ ﺍﺯ ﺩﺭﻭﺍﺯﻩﻫﺎﯼ ﻗﺰﻭﯾﻦ ﺑﻨﺎﻡ ﺩﺭﻭﺍﺯﻩ ﺭﺍ "ﮐﻮﺷﮏ " ﺧﻮﺍﻧﺪﻩ ﻣﯽﺷﻮﺩ.
ﺳﺎﮐﻨﺎﻥ ﮐﺸﮏ ﺩﺷﻤﻨﺎﻥ ﺩﯾﻠﻤﯿﺎﻥ ﺑﻮﺩﻧﺪ 
ﺍﯾﻦ ﺭﻭﺳﺘﺎ ﺩﺍﺭﺍﯼ بقعه ی ﺩﻭ ﺍﻣﺎﻡ ﺯﺍﺩﻩ بنام های آقا سید قاسم و آقا سید ابراهیم از فرزندان امام موسی کاظم (ع) ﻭ ﺑﻘﻌﻪ بی بی زهرا در #سورچانکش ﮐﻪ ﺍﯾﻦ ﺩﻭ ﺍﻣﺎﻡ ﺯﺍﺩﻩ ﺭﺍ ﺑﻪ ﻃﻮﺭ ﻣﻮﻗﺖ ﻧﺠﺎﺕ ﺩﺍﺩ و همچنین وجود ﺁﺏ ﻣﻌﺪﻧﯽ ﻣﺸﻬﻮﺭ ﻭ ﺭﻭﺩﺧﺎﻧﻪ ﻭ ﮐﻮﻩ ﻫﺎی زیبا و ﻋﺴﻞ طبیعی ﺍﯾﻦ ﺭﻭﺳﺘﺎ باعث شده تا یکی از ﮔﺮﺩﺷﮕﺮ ﭘﺬﯾﺮﺗﺮﯾﻦ ﺭﻭﺳﺘﺎﻫﺎﯼ ﺍﺷﮑﻮﺭ باشد.
از نقاط تاریخی این روستا ﻗﻠﻌﻪ ﮐﻮﺗﯽ ﻭ ﺣﻤﺎﻡ ﺷﺎﻫﻨﺸﺎﻫﯽ و همچنین دوازه کوشک دشت لسبو و میل کرات را میتوان نام برد.
ﺍﯾﻦ ﺭﻭﺳﺘﺎ ﺧﻮﺍﺳﺘﮕﺎﻩ ﺍﻧﻮﺍﻉ ﺟﺎﻧﻮﺭﺍﻥ ﻃﺒﯿﻌﯽ ﺍﺳﺖ ﮐﻪ ﻣﺘﺎﺳﻔﺎﻧﻪ ﺭﻭﺑﻪ ﺍﻧﻘﺮﺍﺽ ﻧﻬﺎﺩﻩ ﺍﻧﺪ .
ﺩﺭﺿﻤﻦ ﺍﯾﻦ ﺭﻭﺳﺘﺎ ﺩﻭ ﺷﻬﯿﺪ ﻧﯿﺰ ﺩﺭ ﺭﺍﻩ ﺍﻧﻘﻼﺏ ﺍﺳﻼﻣﯽ ﻭﺟﻨﮓ ﺗﺤﻤﯿﻠﯽ ﺩﺍﺩﻩ ﺍﺳﺖ .
ﺁﺏ ﻭﻫﻮﺍﯼ ﺍﯾﻦ ﺭﻭﺳﺘﺎ ﺩﺭ ﺍﺷﮑﻮﺭ ﺑﯽ ﻧﻈﯿﺮ ﺍﺳﺖ ﻭ ﺑﺴﯿﺎﺭ ﻣﻄﺒﻮﻉ ﺍﺳﺖ . در ارتفاعات این روستا یخچالهای طبیعی و همچنین یک ﻣﻌﺪﻥ ﺫﻏﺎﻝ ﺳﻨﮓ وجود دارد.
@lasboo.eshkevar
#لسبو
#گردشگری
#تفریحی
#زیارتی
#تاریخ_اشکور

## جمعیت
این روستا در دهستان شوئیل قرار دارد و براساس سرشماری مرکز آمار ایران در سال ۱۳۸۵، جمعیت آن ۱۵۹ نفر (۴۱خانوار) بوده‌است.